# Brazzaville Challenger 2025 - Doppio
Il doppio del torneo di tennis professionistico Brazzaville Challenger 2025, facente parte della categoria Challenger 50 nell'ambito dell'ATP Challenger Tour 2025, si è giocato dal 17 al 23 febbraio a Brazzaville, nella Repubblica del Congo. Tra le coppie partecipanti erano assenti  Florent Bax e Karan Singh, i detentori del titolo.
In finale Mateo Barreiros Reyes e Paulo André Saraiva dos Santos hanno sconfitto Geoffrey Blancaneaux e Maxime Chazal con il punteggio di 6–4, 1–6, [10–6].

## Teste di serie
1. Mateo Barreiros Reyes /  Paulo André Saraiva dos Santos (campioni)
2. Franco Agamenone /  Maximus Jones (semifinale)

1. Geoffrey Blancaneaux /  Maxime Chazal (finale)
2. Ivan Denisov /  Jasza Szajrych (semifinale)

## Wildcard
1. Dillon Beckles /  Guelfo Borghini Baldovinetti (primo turno)

1. Calvin Hemery /  Paterne Mamata (primo turno)

## Tabellone

### Legenda
| - Q = Qualificato - WC = Wild card - LL = Lucky loser | - ALT = Alternate - SE = Special Exempt - PR = Protected Ranking | - w/o = Walkover - r = Ritirato - d = Squalificato |

|  | Primo turno | Primo turno                            | Primo turno                            | Primo turno                            | Primo turno                            |  |  | Quarti di finale | Quarti di finale                       | Quarti di finale       | Quarti di finale     | Quarti di finale     |   |    | Semifinali | Semifinali                                           | Semifinali                             | Semifinali                         | Semifinali |   |     | Finale | Finale | Finale | Finale | Finale |  |
|  |             |                                        |                                        |                                        |                                        |  |  |                  |                                        |                        |                      |                      |   |    |            |                                                      |                                        |                                    |            |   |     |        |        |        |        |        |  |
|  | 1           | M Barreiros Reyes P Saraiva dos Santos | M Barreiros Reyes P Saraiva dos Santos | M Barreiros Reyes P Saraiva dos Santos | M Barreiros Reyes P Saraiva dos Santos |  |  |                  |                                        |                        |                      |                      |   |    |            |                                                      |                                        |                                    |            |   |     |        |        |        |        |        |  |
|  |             | Bye                                    | Bye                                    | Bye                                    | Bye                                    |  |  | 1                | M Barreiros Reyes P Saraiva dos Santos | 6                      | 1                    | [10]                 |   |    |            |                                                      |                                        |                                    |            |   |     |        |        |        |        |        |  |
|  |             | M Neuchrist M Steiner                  | M Neuchrist M Steiner                  | 6                                      | 6                                      |  |  |                  | M Neuchrist M Steiner                  | 3                      | 6                    | [3]                  |   |    |            |                                                      |                                        |                                    |            |   |     |        |        |        |        |        |  |
|  |             | R Alujas J De Cuyper                   | R Alujas J De Cuyper                   | 4                                      | 0                                      |  |  |                  |                                        |                        |                      |                      |   |    | 1          | M Barreiros Reyes P Saraiva dos Santos               | M Barreiros Reyes P Saraiva dos Santos | 6                                  | 7          |   |     |        |        |        |        |        |  |
|  | 4           | I Denisov J Szajrych                   | I Denisov J Szajrych                   | 6                                      | 6                                      |  |  |                  |                                        | 4                      | I Denisov J Szajrych | I Denisov J Szajrych | 2 | 64 |            |                                                      |                                        |                                    |            |   |     |        |        |        |        |        |  |
|  | WC          | D Beckles G Baldovinetti               | D Beckles G Baldovinetti               | 2                                      | 4                                      |  |  | 4                | I Denisov J Szajrych                   | I Denisov J Szajrych   | 6                    | 6                    |   |    |            |                                                      |                                        |                                    |            |   |     |        |        |        |        |        |  |
|  | WC          | C Hemery P Mamata                      | C Hemery P Mamata                      | 4                                      | 2                                      |  |  |                  | S Hamza Reguig Y Smiej                 | S Hamza Reguig Y Smiej | 2                    | 3                    |   |    |            |                                                      |                                        |                                    |            |   |     |        |        |        |        |        |  |
|  |             | S Hamza Reguig Y Smiej                 | S Hamza Reguig Y Smiej                 | 6                                      | 6                                      |  |  |                  |                                        |                        |                      |                      |   |    | 1          | Mateo Barreiros Reyes Paulo André Saraiva dos Santos | 6                                      | 1                                  | [10]       |   |     |        |        |        |        |        |  |
|  |             | D Kellovský A Martin                   | 3                                      | 7                                      | [9]                                    |  |  |                  |                                        |                        |                      |                      |   |    |            |                                                      | 3                                      | Geoffrey Blancaneaux Maxime Chazal | 4          | 6 | [6] |        |        |        |        |        |  |
|  |             | G den Ouden M Houkes                   | 6                                      | 5                                      | [11]                                   |  |  |                  | G den Ouden M Houkes                   | G den Ouden M Houkes   | 3                    | 4                    |   |    |            |                                                      |                                        |                                    |            |   |     |        |        |        |        |        |  |
|  |             | C Chaiyarin E Monferrer                | C Chaiyarin E Monferrer                | 4                                      | 1                                      |  |  | 3                | G Blancaneaux M Chazal                 | G Blancaneaux M Chazal | 6                    | 6                    |   |    |            |                                                      |                                        |                                    |            |   |     |        |        |        |        |        |  |
|  | 3           | G Blancaneaux M Chazal                 | G Blancaneaux M Chazal                 | 6                                      | 6                                      |  |  |                  |                                        |                        |                      |                      |   |    | 3          | G Blancaneaux M Chazal                               | G Blancaneaux M Chazal                 | 6                                  | 6          |   |     |        |        |        |        |        |  |
|  |             | A Beckley E Coulibaly                  | A Beckley E Coulibaly                  | 6                                      | 6                                      |  |  |                  |                                        | 2                      | F Agamenone M Jones  | F Agamenone M Jones  | 1 | 4  |            |                                                      |                                        |                                    |            |   |     |        |        |        |        |        |  |
|  |             | M Covato D Dinev                       | M Covato D Dinev                       | 3                                      | 4                                      |  |  |                  | A Beckley E Coulibaly                  | A Beckley E Coulibaly  | 4                    | 4                    |   |    |            |                                                      |                                        |                                    |            |   |     |        |        |        |        |        |  |
|  |             | Bye                                    | Bye                                    | Bye                                    | Bye                                    |  |  | 2                | F Agamenone M Jones                    | F Agamenone M Jones    | 6                    | 6                    |   |    |            |                                                      |                                        |                                    |            |   |     |        |        |        |        |        |  |
|  | 2           | F Agamenone M Jones                    | F Agamenone M Jones                    | F Agamenone M Jones                    | F Agamenone M Jones                    |  |  |                  |                                        |                        |                      |                      |   |    |            |                                                      |                                        |                                    |            |   |     |        |        |        |        |        |  |